# Gangthelabel
Gangthelabel was een Belgisch hiphopcollectief uit Gent dat in 2011 werd opgericht door Aswin Van de Cotte (aka 95 Kuston), Dries Overmeire (aka Pretty Boy Dro), later uitgebreid met Mathieux Ngoie Kapaj (aka Nkay Blessed) en Gyamfi Kyeremeh (aka Keelo).
Ondertussen is de band herleid tot een trio nadat Kapaj en Kyeremeh de band verlieten en werden vervangen door Dennis Pimenta (aka 	DJ Syzzurp).
De band kwam voor het eerst aan de oppervlakte met zelfgemaakte videoclips die ze online plaatsten via Netlog en YouTube. Hun eerste festival optreden was op Suikerrock Tienen in 2011. Via een talentenjacht op radiozender MNM speelde de band als opener op Marktrock 2012, toen Dries 15 en Aswin 17 jaar oud waren. Datzelfde jaar speelde de band ook op Rock Ternat. De band speelde tevens onder meer op Pukkelpop (2014 en 2015), de Lokerse Feesten (2015) en Laundry Day (2016). In 2017 speelden ze ook hun eerste buitenlandse show op het gerenommeerde Splash! Festival in Duitsland.
In 2016 verscheen ook hun eerste mixtape 'Muzik', die onder meer het nummer 'Willy Naessens' bevat. Willy Naessens hielp hierop de videoclip voor de single te financieren.

## Discografie
- 2016 Muzik (mixtape)[10][11]

## Singles
- 2014 Ass (Independent)
- 2015 Underestimated (Universal)
- 2016 Willy Naessens (Independent)
- 2017 Gas In My Motor (Independent)
- 2017 No Alcohol (Independent)
- 2017 Took Flight (Independent)